# Кліодна (кратер)
Кратер Кліодна (англ. Craters Cliodhna) — метеоритний кратер на Європі, супутнику Юпітера.

## Характеристики
Утворився на місці падіння на поверхню супутника Європа космічного метеорита, якого притягнув у свою орбіту масивний Юпітер. Внаслідок чого сформувався ударний кратер з діаметром 3 кілометрів. Центр кратера знаходиться за координатами 2.5° пд. ш., та 76.4° зх. д.
Вперше про льодовий кратер довідалися у 2000 році, після дослідження поверхні супутника телескопами з Землі. Названий на ім'я Кліодни, богині вроди-краси в кельтській міфології.